# NGC 7700
NGC 7700 ist eine Linsenförmige Galaxie vom Hubble-Typ S0/a im Sternbild Fische auf der Ekliptik. Sie ist schätzungsweise 239 Millionen Lichtjahre von der Milchstraße entfernt und hat einen Durchmesser von etwa 90.000 Lichtjahren. 

Im selben Himmelsareal befinden sich u. a. die Galaxien NGC 7699, NGC 7701, NGC 7710, IC 1501.
Das Objekt wurde am 18. November 1864 von Albert Marth entdeckt.